# تپه روبروی مرغداری والاشجرد
تپه روبروی مرغداری والاشجرد مربوط به متاخر دوران‌های تاریخی پس از اسلام است و در شهرستان تویسرکان، بخش قلقل رود، روستای والاشجرد واقع شده و این اثر در تاریخ ۲۲ مرداد ۱۳۸۴ با شمارهٔ ثبت ۱۳۰۵۹ به‌عنوان یکی از آثار ملی ایران به ثبت رسیده است.